# Старо бањско купатило
Старо бањско купатило (Римско купатило или Турско купатило-Амам) се налазу у Сокобањи, датира из 15. века када су га Османлије подигле на темељима старих римских терми, представља непокретно културно добро као споменик културе.

## Опис
Постојање старих темеља, фрагмената опеке и римског мозаика потврђује постојање бањског купатила и за време римске империје. Доласком Турака и њиховим насељавањем у околини Сокобање, наставља се коришћење бањске воде, врше се адаптације и дозиђивање мањих купатила, који данас чине комплекс купатила.
Падом Турске владавине и њиховим одласком 1833. године, у Сокобању долази кнез Милош Обреновић, када обнавља купатило и прави своју каду која се може видети и данас. Преко пута купатила кнез гради и конак, данас конак кнеза Милоша у Сокобањи.